# Tour de Luxembourg 2023
Le Tour de Luxembourg 2023 est la 83e édition de cette course cycliste masculine sur route. Il a lieu du 20 au 24 septembre 2023 au Luxembourg. Il se déroule en cinq étapes entre Luxembourg et Luxembourg sur un parcours de 709,8 km et fait partie du calendrier UCI ProSeries 2023 en catégorie 2.Pro.

## Équipes
20 équipes participent à ce Tour de Luxembourg: 12 équipes World teams, 6 professionnelles continentales et 2 continentales.
| WorldTeams (12)- AG2R Citroën Team - Alpecin-Deceuninck - Bora-Hansgrohe - Cofidis - EF Education-EasyPost - Groupama-FDJ - Jumbo-Visma - Lidl-Trek - Movistar Team - Soudal Quick-Step - Arkéa-Samsic - UAE Team Emirates ProTeams (6)- Bingoal WB - Israel-Premier Tech - Lotto Dstny - Team Flanders-Baloise - Tudor Pro Cycling Team - Uno-X Pro Cycling Team Équipes continentales (2)- Global 6 Cycling - Leopard TOGT Pro Cycling |
| |

## Étapes
| Étape     | Date     | Villes étapes             | type                        | Distance (km) | Dénivelé (m) | Vainqueur d'étape  | Leader du classement général |
| --------- | -------- | ------------------------- | --------------------------- | ------------- | ------------ | ------------------ | ---------------------------- |
| 1re étape | 20 sept. | Luxembourg – Luxembourg   | étape de plaine             | 156,4         | 2 409 m      | Corbin Strong      | Corbin Strong                |
| 2e étape  | 21 sept. | Mondorf-les-Bains – Mamer | étape de plaine             | 183,9         | 2 670 m      | Jenthe Biermans    | Søren Kragh Andersen         |
| 3e étape  | 22 sept. | Mertert – Vianden         | étape vallonnée             | 168,4         | 3 314 m      | Ben Healy          | Ben Healy                    |
| 4e étape  | 23 sept. | Pétange – Pétange         | contre-la-montre individuel | 23,9          | 237 m        | Victor Campenaerts | Marc Hirschi                 |
| 5e étape  | 24 sept. | Mersch – Luxembourg       | étape de plaine             | 177,2         | 3 030 m      | Tobias Johannessen | Marc Hirschi                 |

## Déroulement de la course

### 1reétape
| \| Classement de l'étape \| Classement de l'étape \| Classement de l'étape \| Classement de l'étape \| Classement de l'étape \| \| Coureur \| Coureur \| Pays \| Équipe \| Temps \| \| --------------------- \| --------------------- \| --------------------- \| ---------------------- \| --------------------- \| \| 1er \| Corbin Strong \| Nouvelle-Zélande \| Israel-Premier Tech \| 3 h 51 min 01 s \| \| 2e \| Søren Kragh Andersen \| Danemark \| Alpecin-Deceuninck \| + 0 s \| \| 3e \| Alex Aranburu \| Espagne \| Movistar Team \| + 0 s \| \| 4e \| Diego Ulissi \| Italie \| UAE Team Emirates \| + 0 s \| \| 5e \| Tiesj Benoot \| Belgique \| Jumbo-Visma \| + 0 s \| \| 6e \| Rick Pluimers \| Pays-Bas \| Tudor Pro Cycling Team \| + 0 s \| \| 7e \| Giulio Ciccone \| Italie \| Lidl-Trek \| + 0 s \| \| 8e \| Alex Kirsch \| Luxembourg \| Lidl-Trek \| + 0 s \| \| 9e \| Fausto Masnada \| Italie \| Soudal Quick-Step \| + 0 s \| \| 10e \| Ilan Van Wilder \| Belgique \| Soudal Quick-Step \| + 0 s \| |                      |                  |                        |                 |
| |                      |                  |                        |                 |
| Source : ProCyclingStats |                      |                  |                        |                 |
| Classement de l'étape |                      |                  |                        |                 |
| Coureur | Coureur              | Pays             | Équipe                 | Temps           |
| 1er | Corbin Strong        | Nouvelle-Zélande | Israel-Premier Tech    | 3 h 51 min 01 s |
| 2e | Søren Kragh Andersen | Danemark         | Alpecin-Deceuninck     | + 0 s           |
| 3e | Alex Aranburu        | Espagne          | Movistar Team          | + 0 s           |
| 4e | Diego Ulissi         | Italie           | UAE Team Emirates      | + 0 s           |
| 5e | Tiesj Benoot         | Belgique         | Jumbo-Visma            | + 0 s           |
| 6e | Rick Pluimers        | Pays-Bas         | Tudor Pro Cycling Team | + 0 s           |
| 7e | Giulio Ciccone       | Italie           | Lidl-Trek              | + 0 s           |
| 8e | Alex Kirsch          | Luxembourg       | Lidl-Trek              | + 0 s           |
| 9e | Fausto Masnada       | Italie           | Soudal Quick-Step      | + 0 s           |
| 10e | Ilan Van Wilder      | Belgique         | Soudal Quick-Step      | + 0 s           |

| \| Classement général \| Classement général \| Classement général \| Classement général \| Classement général \| \| Coureur \| Coureur \| Pays \| Équipe \| Temps \| \| ------------------ \| -------------------- \| ------------------ \| ---------------------- \| ------------------ \| \| 1er \| Corbin Strong \| Nouvelle-Zélande \| Israel-Premier Tech \| 3 h 50 min 51 s \| \| 2e \| Søren Kragh Andersen \| Danemark \| Alpecin-Deceuninck \| + 4 s \| \| 3e \| Alex Aranburu \| Espagne \| Movistar Team \| + 6 s \| \| 4e \| Diego Ulissi \| Italie \| UAE Team Emirates \| + 10 s \| \| 5e \| Tiesj Benoot \| Belgique \| Jumbo-Visma \| + 10 s \| \| 6e \| Rick Pluimers \| Pays-Bas \| Tudor Pro Cycling Team \| + 10 s \| \| 7e \| Giulio Ciccone \| Italie \| Lidl-Trek \| + 10 s \| \| 8e \| Alex Kirsch \| Luxembourg \| Lidl-Trek \| + 10 s \| \| 9e \| Fausto Masnada \| Italie \| Soudal Quick-Step \| + 10 s \| \| 10e \| Ilan Van Wilder \| Belgique \| Soudal Quick-Step \| + 10 s \| |                      |                  |                        |                 |
| |                      |                  |                        |                 |
| Source : ProCyclingStats |                      |                  |                        |                 |
| Classement général |                      |                  |                        |                 |
| Coureur | Coureur              | Pays             | Équipe                 | Temps           |
| 1er | Corbin Strong        | Nouvelle-Zélande | Israel-Premier Tech    | 3 h 50 min 51 s |
| 2e | Søren Kragh Andersen | Danemark         | Alpecin-Deceuninck     | + 4 s           |
| 3e | Alex Aranburu        | Espagne          | Movistar Team          | + 6 s           |
| 4e | Diego Ulissi         | Italie           | UAE Team Emirates      | + 10 s          |
| 5e | Tiesj Benoot         | Belgique         | Jumbo-Visma            | + 10 s          |
| 6e | Rick Pluimers        | Pays-Bas         | Tudor Pro Cycling Team | + 10 s          |
| 7e | Giulio Ciccone       | Italie           | Lidl-Trek              | + 10 s          |
| 8e | Alex Kirsch          | Luxembourg       | Lidl-Trek              | + 10 s          |
| 9e | Fausto Masnada       | Italie           | Soudal Quick-Step      | + 10 s          |
| 10e | Ilan Van Wilder      | Belgique         | Soudal Quick-Step      | + 10 s          |

### 2eétape
| \| Classement de l'étape \| Classement de l'étape \| Classement de l'étape \| Classement de l'étape \| Classement de l'étape \| \| Coureur \| Coureur \| Pays \| Équipe \| Temps \| \| --------------------- \| --------------------- \| --------------------- \| ---------------------- \| --------------------- \| \| 1er \| Jenthe Biermans \| Belgique \| Arkéa-Samsic \| 4 h 31 min 10 s \| \| 2e \| Søren Kragh Andersen \| Danemark \| Alpecin-Deceuninck \| + 0 s \| \| 3e \| Tim van Dijke \| Pays-Bas \| Jumbo-Visma \| + 0 s \| \| 4e \| Jordi Meeus \| Belgique \| Bora-Hansgrohe \| + 0 s \| \| 5e \| Andrea Bagioli \| Italie \| Soudal Quick-Step \| + 0 s \| \| 6e \| Alex Kirsch \| Luxembourg \| Lidl-Trek \| + 0 s \| \| 7e \| Alex Aranburu \| Espagne \| Movistar Team \| + 0 s \| \| 8e \| Maxim Van Gils \| Belgique \| Lotto Dstny \| + 0 s \| \| 9e \| Franck Bonnamour \| France \| AG2R Citroën Team \| + 0 s \| \| 10e \| Rick Pluimers \| Pays-Bas \| Tudor Pro Cycling Team \| + 0 s \| |                      |            |                        |                 |
| |                      |            |                        |                 |
| Source : ProCyclingStats |                      |            |                        |                 |
| Classement de l'étape |                      |            |                        |                 |
| Coureur | Coureur              | Pays       | Équipe                 | Temps           |
| 1er | Jenthe Biermans      | Belgique   | Arkéa-Samsic           | 4 h 31 min 10 s |
| 2e | Søren Kragh Andersen | Danemark   | Alpecin-Deceuninck     | + 0 s           |
| 3e | Tim van Dijke        | Pays-Bas   | Jumbo-Visma            | + 0 s           |
| 4e | Jordi Meeus          | Belgique   | Bora-Hansgrohe         | + 0 s           |
| 5e | Andrea Bagioli       | Italie     | Soudal Quick-Step      | + 0 s           |
| 6e | Alex Kirsch          | Luxembourg | Lidl-Trek              | + 0 s           |
| 7e | Alex Aranburu        | Espagne    | Movistar Team          | + 0 s           |
| 8e | Maxim Van Gils       | Belgique   | Lotto Dstny            | + 0 s           |
| 9e | Franck Bonnamour     | France     | AG2R Citroën Team      | + 0 s           |
| 10e | Rick Pluimers        | Pays-Bas   | Tudor Pro Cycling Team | + 0 s           |

| \| Classement général \| Classement général \| Classement général \| Classement général \| Classement général \| \| Coureur \| Coureur \| Pays \| Équipe \| Temps \| \| ------------------ \| -------------------- \| ------------------ \| ---------------------- \| ------------------ \| \| 1er \| Søren Kragh Andersen \| Danemark \| Alpecin-Deceuninck \| 8 h 21 min 59 s \| \| 2e \| Corbin Strong \| Nouvelle-Zélande \| Israel-Premier Tech \| + 2 s \| \| 3e \| Alex Aranburu \| Espagne \| Movistar Team \| + 8 s \| \| 4e \| Quinten Hermans \| Belgique \| Alpecin-Deceuninck \| + 9 s \| \| 5e \| Alex Kirsch \| Luxembourg \| Lidl-Trek \| + 11 s \| \| 6e \| Andrea Bagioli \| Italie \| Soudal Quick-Step \| + 12 s \| \| 7e \| Rick Pluimers \| Pays-Bas \| Tudor Pro Cycling Team \| + 12 s \| \| 8e \| Giulio Ciccone \| Italie \| Lidl-Trek \| + 12 s \| \| 9e \| Maxim Van Gils \| Belgique \| Lotto Dstny \| + 12 s \| \| 10e \| Ilan Van Wilder \| Belgique \| Soudal Quick-Step \| + 12 s \| |                      |                  |                        |                 |
| |                      |                  |                        |                 |
| Source : ProCyclingStats |                      |                  |                        |                 |
| Classement général |                      |                  |                        |                 |
| Coureur | Coureur              | Pays             | Équipe                 | Temps           |
| 1er | Søren Kragh Andersen | Danemark         | Alpecin-Deceuninck     | 8 h 21 min 59 s |
| 2e | Corbin Strong        | Nouvelle-Zélande | Israel-Premier Tech    | + 2 s           |
| 3e | Alex Aranburu        | Espagne          | Movistar Team          | + 8 s           |
| 4e | Quinten Hermans      | Belgique         | Alpecin-Deceuninck     | + 9 s           |
| 5e | Alex Kirsch          | Luxembourg       | Lidl-Trek              | + 11 s          |
| 6e | Andrea Bagioli       | Italie           | Soudal Quick-Step      | + 12 s          |
| 7e | Rick Pluimers        | Pays-Bas         | Tudor Pro Cycling Team | + 12 s          |
| 8e | Giulio Ciccone       | Italie           | Lidl-Trek              | + 12 s          |
| 9e | Maxim Van Gils       | Belgique         | Lotto Dstny            | + 12 s          |
| 10e | Ilan Van Wilder      | Belgique         | Soudal Quick-Step      | + 12 s          |

### 3eétape
| \| Classement de l'étape \| Classement de l'étape \| Classement de l'étape \| Classement de l'étape \| Classement de l'étape \| \| Coureur \| Coureur \| Pays \| Équipe \| Temps \| \| --------------------- \| --------------------- \| --------------------- \| --------------------- \| --------------------- \| \| 1er \| Ben Healy \| Irlande \| EF Education-EasyPost \| 4 h 16 min 33 s \| \| 2e \| Marc Hirschi \| Suisse \| UAE Team Emirates \| + 15 s \| \| 3e \| Dylan Teuns \| Belgique \| Israel-Premier Tech \| + 18 s \| \| 4e \| Maxim Van Gils \| Belgique \| Lotto Dstny \| + 37 s \| \| 5e \| Brandon McNulty \| États-Unis \| UAE Team Emirates \| + 37 s \| \| 6e \| Archie Ryan \| Irlande \| Jumbo-Visma \| + 37 s \| \| 7e \| Matteo Jorgenson \| États-Unis \| Movistar Team \| + 37 s \| \| 8e \| Søren Kragh Andersen \| Danemark \| Alpecin-Deceuninck \| + 45 s \| \| 9e \| Richard Carapaz \| Équateur \| EF Education-EasyPost \| + 45 s \| \| 10e \| Tiesj Benoot \| Belgique \| Jumbo-Visma \| + 45 s \| |                      |            |                       |                 |
| |                      |            |                       |                 |
| Source : ProCyclingStats |                      |            |                       |                 |
| Classement de l'étape |                      |            |                       |                 |
| Coureur | Coureur              | Pays       | Équipe                | Temps           |
| 1er | Ben Healy            | Irlande    | EF Education-EasyPost | 4 h 16 min 33 s |
| 2e | Marc Hirschi         | Suisse     | UAE Team Emirates     | + 15 s          |
| 3e | Dylan Teuns          | Belgique   | Israel-Premier Tech   | + 18 s          |
| 4e | Maxim Van Gils       | Belgique   | Lotto Dstny           | + 37 s          |
| 5e | Brandon McNulty      | États-Unis | UAE Team Emirates     | + 37 s          |
| 6e | Archie Ryan          | Irlande    | Jumbo-Visma           | + 37 s          |
| 7e | Matteo Jorgenson     | États-Unis | Movistar Team         | + 37 s          |
| 8e | Søren Kragh Andersen | Danemark   | Alpecin-Deceuninck    | + 45 s          |
| 9e | Richard Carapaz      | Équateur   | EF Education-EasyPost | + 45 s          |
| 10e | Tiesj Benoot         | Belgique   | Jumbo-Visma           | + 45 s          |

| \| Classement général \| Classement général \| Classement général \| Classement général \| Classement général \| \| Coureur \| Coureur \| Pays \| Équipe \| Temps \| \| ------------------ \| -------------------- \| ------------------ \| --------------------- \| ------------------ \| \| 1er \| Ben Healy \| Irlande \| EF Education-EasyPost \| 12 h 38 min 34 s \| \| 2e \| Marc Hirschi \| Suisse \| UAE Team Emirates \| + 19 s \| \| 3e \| Dylan Teuns \| Belgique \| Israel-Premier Tech \| + 24 s \| \| 4e \| Søren Kragh Andersen \| Danemark \| Alpecin-Deceuninck \| + 43 s \| \| 5e \| Maxim Van Gils \| Belgique \| Lotto Dstny \| + 47 s \| \| 6e \| Brandon McNulty \| États-Unis \| UAE Team Emirates \| + 47 s \| \| 7e \| Matteo Jorgenson \| États-Unis \| Movistar Team \| + 47 s \| \| 8e \| Ilan Van Wilder \| Belgique \| Soudal Quick-Step \| + 55 s \| \| 9e \| Richard Carapaz \| Équateur \| EF Education-EasyPost \| + 55 s \| \| 10e \| Tiesj Benoot \| Belgique \| Jumbo-Visma \| + 55 s \| |                      |            |                       |                  |
| |                      |            |                       |                  |
| Source : ProCyclingStats |                      |            |                       |                  |
| Classement général |                      |            |                       |                  |
| Coureur | Coureur              | Pays       | Équipe                | Temps            |
| 1er | Ben Healy            | Irlande    | EF Education-EasyPost | 12 h 38 min 34 s |
| 2e | Marc Hirschi         | Suisse     | UAE Team Emirates     | + 19 s           |
| 3e | Dylan Teuns          | Belgique   | Israel-Premier Tech   | + 24 s           |
| 4e | Søren Kragh Andersen | Danemark   | Alpecin-Deceuninck    | + 43 s           |
| 5e | Maxim Van Gils       | Belgique   | Lotto Dstny           | + 47 s           |
| 6e | Brandon McNulty      | États-Unis | UAE Team Emirates     | + 47 s           |
| 7e | Matteo Jorgenson     | États-Unis | Movistar Team         | + 47 s           |
| 8e | Ilan Van Wilder      | Belgique   | Soudal Quick-Step     | + 55 s           |
| 9e | Richard Carapaz      | Équateur   | EF Education-EasyPost | + 55 s           |
| 10e | Tiesj Benoot         | Belgique   | Jumbo-Visma           | + 55 s           |

### 4eétape
| \| Classement de l'étape \| Classement de l'étape \| Classement de l'étape \| Classement de l'étape \| Classement de l'étape \| \| Coureur \| Coureur \| Pays \| Équipe \| Temps \| \| --------------------- \| --------------------- \| --------------------- \| ---------------------- \| --------------------- \| \| 1er \| Victor Campenaerts \| Belgique \| Lotto Dstny \| 28 min 06 s \| \| 2e \| Brandon McNulty \| États-Unis \| UAE Team Emirates \| + 1 s \| \| 3e \| Diego Ulissi \| Italie \| UAE Team Emirates \| + 20 s \| \| 4e \| Felix Großschartner \| Autriche \| UAE Team Emirates \| + 22 s \| \| 5e \| Ilan Van Wilder \| Belgique \| Soudal Quick-Step \| + 24 s \| \| 6e \| Koen Bouwman \| Pays-Bas \| Jumbo-Visma \| + 24 s \| \| 7e \| Marc Hirschi \| Suisse \| UAE Team Emirates \| + 27 s \| \| 8e \| Ben O'Connor \| Australie \| AG2R Citroën Team \| + 27 s \| \| 9e \| Alex Kirsch \| Luxembourg \| Lidl-Trek \| + 32 s \| \| 10e \| Arthur Kluckers \| Luxembourg \| Tudor Pro Cycling Team \| + 41 s \| |                     |            |                        |             |
| |                     |            |                        |             |
| Source : ProCyclingStats |                     |            |                        |             |
| Classement de l'étape |                     |            |                        |             |
| Coureur | Coureur             | Pays       | Équipe                 | Temps       |
| 1er | Victor Campenaerts  | Belgique   | Lotto Dstny            | 28 min 06 s |
| 2e | Brandon McNulty     | États-Unis | UAE Team Emirates      | + 1 s       |
| 3e | Diego Ulissi        | Italie     | UAE Team Emirates      | + 20 s      |
| 4e | Felix Großschartner | Autriche   | UAE Team Emirates      | + 22 s      |
| 5e | Ilan Van Wilder     | Belgique   | Soudal Quick-Step      | + 24 s      |
| 6e | Koen Bouwman        | Pays-Bas   | Jumbo-Visma            | + 24 s      |
| 7e | Marc Hirschi        | Suisse     | UAE Team Emirates      | + 27 s      |
| 8e | Ben O'Connor        | Australie  | AG2R Citroën Team      | + 27 s      |
| 9e | Alex Kirsch         | Luxembourg | Lidl-Trek              | + 32 s      |
| 10e | Arthur Kluckers     | Luxembourg | Tudor Pro Cycling Team | + 41 s      |

| \| Classement général \| Classement général \| Classement général \| Classement général \| Classement général \| \| Coureur \| Coureur \| Pays \| Équipe \| Temps \| \| ------------------ \| -------------------- \| ------------------ \| ---------------------- \| ------------------ \| \| 1er \| Marc Hirschi \| Suisse \| UAE Team Emirates \| 13 h 07 min 26 s \| \| 2e \| Brandon McNulty \| États-Unis \| UAE Team Emirates \| + 2 s \| \| 3e \| Ben Healy \| Irlande \| EF Education-EasyPost \| + 3 s \| \| 4e \| Diego Ulissi \| Italie \| UAE Team Emirates \| + 33 s \| \| 5e \| Ilan Van Wilder \| Belgique \| Soudal Quick-Step \| + 33 s \| \| 6e \| Felix Großschartner \| Autriche \| UAE Team Emirates \| + 37 s \| \| 7e \| Koen Bouwman \| Pays-Bas \| Jumbo-Visma \| + 39 s \| \| 8e \| Ben O'Connor \| Australie \| AG2R Citroën Team \| + 42 s \| \| 9e \| Søren Kragh Andersen \| Danemark \| Alpecin-Deceuninck \| + 45 s \| \| 10e \| Arthur Kluckers \| Luxembourg \| Tudor Pro Cycling Team \| + 56 s \| |                      |            |                        |                  |
| |                      |            |                        |                  |
| Source : ProCyclingStats |                      |            |                        |                  |
| Classement général |                      |            |                        |                  |
| Coureur | Coureur              | Pays       | Équipe                 | Temps            |
| 1er | Marc Hirschi         | Suisse     | UAE Team Emirates      | 13 h 07 min 26 s |
| 2e | Brandon McNulty      | États-Unis | UAE Team Emirates      | + 2 s            |
| 3e | Ben Healy            | Irlande    | EF Education-EasyPost  | + 3 s            |
| 4e | Diego Ulissi         | Italie     | UAE Team Emirates      | + 33 s           |
| 5e | Ilan Van Wilder      | Belgique   | Soudal Quick-Step      | + 33 s           |
| 6e | Felix Großschartner  | Autriche   | UAE Team Emirates      | + 37 s           |
| 7e | Koen Bouwman         | Pays-Bas   | Jumbo-Visma            | + 39 s           |
| 8e | Ben O'Connor         | Australie  | AG2R Citroën Team      | + 42 s           |
| 9e | Søren Kragh Andersen | Danemark   | Alpecin-Deceuninck     | + 45 s           |
| 10e | Arthur Kluckers      | Luxembourg | Tudor Pro Cycling Team | + 56 s           |

### 5eétape
| \| Classement de l'étape \| Classement de l'étape \| Classement de l'étape \| Classement de l'étape \| Classement de l'étape \| \| Coureur \| Coureur \| Pays \| Équipe \| Temps \| \| --------------------- \| --------------------- \| --------------------- \| ----------------------------------- \| --------------------- \| \| 1er \| Tobias Johannessen \| Norvège \| Uno-X Pro Cycling Team \| 4 h 07 min 25 s \| \| 2e \| Alex Aranburu \| Espagne \| Movistar Team \| + 8 s \| \| 3e \| Franck Bonnamour \| France \| AG2R Citroën Team \| + 8 s \| \| 4e \| Valentin Madouas \| France \| Groupama-FDJ \| + 8 s \| \| 5e \| Mauri Vansevenant \| Belgique \| Soudal Quick-Step \| + 8 s \| \| 6e \| Ewen Costiou \| France \| Arkéa-Samsic \| + 8 s \| \| 7e \| Natnael Tesfatsion \| Érythrée \| Lidl-Trek \| + 8 s \| \| 8e \| Sam Oomen \| Pays-Bas \| Jumbo-Visma \| + 8 s \| \| 9e \| Luca Vergallito \| Italie \| Alpecin-Deceuninck Development Team \| + 8 s \| \| 10e \| Felix Gall \| Autriche \| AG2R Citroën Team \| + 8 s \| |                    |          |                                     |                 |
| |                    |          |                                     |                 |
| Source : ProCyclingStats |                    |          |                                     |                 |
| Classement de l'étape |                    |          |                                     |                 |
| Coureur | Coureur            | Pays     | Équipe                              | Temps           |
| 1er | Tobias Johannessen | Norvège  | Uno-X Pro Cycling Team              | 4 h 07 min 25 s |
| 2e | Alex Aranburu      | Espagne  | Movistar Team                       | + 8 s           |
| 3e | Franck Bonnamour   | France   | AG2R Citroën Team                   | + 8 s           |
| 4e | Valentin Madouas   | France   | Groupama-FDJ                        | + 8 s           |
| 5e | Mauri Vansevenant  | Belgique | Soudal Quick-Step                   | + 8 s           |
| 6e | Ewen Costiou       | France   | Arkéa-Samsic                        | + 8 s           |
| 7e | Natnael Tesfatsion | Érythrée | Lidl-Trek                           | + 8 s           |
| 8e | Sam Oomen          | Pays-Bas | Jumbo-Visma                         | + 8 s           |
| 9e | Luca Vergallito    | Italie   | Alpecin-Deceuninck Development Team | + 8 s           |
| 10e | Felix Gall         | Autriche | AG2R Citroën Team                   | + 8 s           |

## Classements finals

### Classement général final
| \| Classement général \| Classement général \| Classement général \| Classement général \| Classement général \| \| Coureur \| Coureur \| Pays \| Équipe \| Temps \| \| ------------------ \| -------------------- \| ------------------ \| --------------------- \| ------------------ \| \| 1er \| Marc Hirschi \| Suisse \| UAE Team Emirates \| 17 h 15 min 11 s \| \| 2e \| Brandon McNulty \| États-Unis \| UAE Team Emirates \| + 3 s \| \| 3e \| Ben Healy \| Irlande \| EF Education-EasyPost \| + 5 s \| \| 4e \| Ilan Van Wilder \| Belgique \| Soudal Quick-Step \| + 34 s \| \| 5e \| Diego Ulissi \| Italie \| UAE Team Emirates \| + 35 s \| \| 6e \| Søren Kragh Andersen \| Danemark \| Alpecin-Deceuninck \| + 39 s \| \| 7e \| Felix Großschartner \| Autriche \| UAE Team Emirates \| + 39 s \| \| 8e \| Koen Bouwman \| Pays-Bas \| Jumbo-Visma \| + 41 s \| \| 9e \| Ben O'Connor \| Australie \| AG2R Citroën Team \| + 44 s \| \| 10e \| Maxim Van Gils \| Belgique \| Lotto Dstny \| + 57 s \| |                      |            |                       |                  |
| |                      |            |                       |                  |
| Source : ProCyclingStats |                      |            |                       |                  |
| Classement général |                      |            |                       |                  |
| Coureur | Coureur              | Pays       | Équipe                | Temps            |
| 1er | Marc Hirschi         | Suisse     | UAE Team Emirates     | 17 h 15 min 11 s |
| 2e | Brandon McNulty      | États-Unis | UAE Team Emirates     | + 3 s            |
| 3e | Ben Healy            | Irlande    | EF Education-EasyPost | + 5 s            |
| 4e | Ilan Van Wilder      | Belgique   | Soudal Quick-Step     | + 34 s           |
| 5e | Diego Ulissi         | Italie     | UAE Team Emirates     | + 35 s           |
| 6e | Søren Kragh Andersen | Danemark   | Alpecin-Deceuninck    | + 39 s           |
| 7e | Felix Großschartner  | Autriche   | UAE Team Emirates     | + 39 s           |
| 8e | Koen Bouwman         | Pays-Bas   | Jumbo-Visma           | + 41 s           |
| 9e | Ben O'Connor         | Australie  | AG2R Citroën Team     | + 44 s           |
| 10e | Maxim Van Gils       | Belgique   | Lotto Dstny           | + 57 s           |

### Classement de la montagne
| Classement de la montagne | Classement de la montagne | Classement de la montagne | Classement de la montagne | Classement de la montagne |
| Coureur                   | Coureur                   | Pays                      | Équipe                    | Points                    |
| ------------------------- | ------------------------- | ------------------------- | ------------------------- | ------------------------- |
| 1er                       | Mats Wenzel               | Luxembourg                | Leopard TOGT Pro Cycling  | 26 pts                    |
| 2e                        | Lennert Teugels           | Belgique                  | Bingoal WB                | 22 pts                    |
| 3e                        | Bastien Tronchon          | France                    | AG2R Citroën Team         | 12 pts                    |
| 4e                        | Ben Healy                 | Irlande                   | EF Education-EasyPost     | 10 pts                    |
| 5e                        | Luca Van Boven            | Belgique                  | Bingoal WB                | 6 pts                     |
| 6e                        | Vito Braet                | Belgique                  | Team Flanders-Baloise     | 6 pts                     |
| 7e                        | Alexis Guérin             | France                    | Bingoal WB                | 5 pts                     |
| 8e                        | Krists Neilands           | Lettonie                  | Israel-Premier Tech       | 4 pts                     |
| 9e                        | Oliver Knight             | Royaume-Uni               | Cofidis                   | 4 pts                     |
| 10e                       | Marco Haller              | Autriche                  | Bora-Hansgrohe            | 4 pts                     |

### Classement par points
| Classement par points | Classement par points | Classement par points | Classement par points  | Classement par points |
| Coureur               | Coureur               | Pays                  | Équipe                 | Points                |
| --------------------- | --------------------- | --------------------- | ---------------------- | --------------------- |
| 1er                   | Søren Kragh Andersen  | Danemark              | Alpecin-Deceuninck     | 41 pts                |
| 2e                    | Alex Aranburu         | Espagne               | Movistar Team          | 34 pts                |
| 3e                    | Brandon McNulty       | États-Unis            | UAE Team Emirates      | 27 pts                |
| 4e                    | Marc Hirschi          | Suisse                | UAE Team Emirates      | 25 pts                |
| 5e                    | Diego Ulissi          | Italie                | UAE Team Emirates      | 24 pts                |
| 6e                    | Ben Healy             | Irlande               | EF Education-EasyPost  | 20 pts                |
| 7e                    | Tobias Johannessen    | Norvège               | Uno-X Pro Cycling Team | 20 pts                |
| 8e                    | Victor Campenaerts    | Belgique              | Lotto Dstny            | 20 pts                |
| 9e                    | Corbin Strong         | Nouvelle-Zélande      | Israel-Premier Tech    | 20 pts                |
| 10e                   | Jenthe Biermans       | Belgique              | Arkéa-Samsic           | 20 pts                |

### Classement du meilleur jeune
| Classement du meilleur jeune | Classement du meilleur jeune | Classement du meilleur jeune | Classement du meilleur jeune | Classement du meilleur jeune |
| Coureur                      | Coureur                      | Pays                         | Équipe                       | Temps                        |
| ---------------------------- | ---------------------------- | ---------------------------- | ---------------------------- | ---------------------------- |
| 1er                          | Marc Hirschi                 | Suisse                       | UAE Team Emirates            | 17 h 15 min 11 s             |
| 2e                           | Brandon McNulty              | États-Unis                   | UAE Team Emirates            | + 3 s                        |
| 3e                           | Ben Healy                    | Irlande                      | EF Education-EasyPost        | + 5 s                        |
| 4e                           | Ilan Van Wilder              | Belgique                     | Soudal Quick-Step            | + 34 s                       |
| 5e                           | Maxim Van Gils               | Belgique                     | Lotto Dstny                  | + 57 s                       |
| 6e                           | Arthur Kluckers              | Luxembourg                   | Tudor Pro Cycling Team       | + 58 s                       |
| 7e                           | Matteo Jorgenson             | États-Unis                   | Movistar Team                | + 1 min 08 s                 |
| 8e                           | Tobias Johannessen           | Norvège                      | Uno-X Pro Cycling Team       | + 1 min 14 s                 |
| 9e                           | Brent Van Moer               | Belgique                     | Lotto Dstny                  | + 1 min 20 s                 |
| 10e                          | Ewen Costiou                 | France                       | Arkéa-Samsic                 | + 1 min 28 s                 |

### Classement par équipes
| Classement par équipes | Classement par équipes | Classement par équipes | Classement par équipes |
| Équipe                 | Équipe                 | Pays                   | Temps                  |
| ---------------------- | ---------------------- | ---------------------- | ---------------------- |
| 1re                    | UAE Team Emirates      | Émirats arabes unis    | 51 h 46 min 15 s       |
| 2e                     | Soudal Quick-Step      | Belgique               | + 2 min 46 s           |
| 3e                     | Jumbo-Visma            | Pays-Bas               | + 3 min 08 s           |
| 4e                     | AG2R Citroën Team      | France                 | + 3 min 45 s           |
| 5e                     | AG2R Citroën Team      | France                 | + 4 min 53 s           |
| 6e                     | Movistar Team          | Espagne                | + 8 min 43 s           |
| 7e                     | Lotto Dstny            | Belgique               | + 10 min 29 s          |
| 8e                     | Lidl-Trek              | États-Unis             | + 12 min 32 s          |
| 9e                     | Alpecin-Deceuninck     | Belgique               | + 13 min 04 s          |
| 10e                    | Uno-X Pro Cycling Team | Norvège                | + 14 min 31 s          |

## Évolution des classements
| Étape              | Vainqueur                  | Classement général   | Classement par points | Classement de la montagne | Classement du meilleur jeune | Classement par équipes |
| ------------------ | -------------------------- | -------------------- | --------------------- | ------------------------- | ---------------------------- | ---------------------- |
| 1                  | Corbin Strong              | Corbin Strong        | Corbin Strong         | Mats Wenzel               | Corbin Strong                | Soudal Quick-Step      |
| 2                  | Jenthe Biermans            | Søren Kragh Andersen | Søren Kragh Andersen  | Mats Wenzel               | Corbin Strong                | Soudal Quick-Step      |
| 3                  | Ben Healy                  | Ben Healy            | Søren Kragh Andersen  | Mats Wenzel               | Ben Healy                    | UAE Emirates           |
| 4                  | Victor Campenaerts         | Marc Hirschi         | Søren Kragh Andersen  | Mats Wenzel               | Marc Hirschi                 | UAE Emirates           |
| 5                  | Tobias Halland Johannessen | Marc Hirschi         | Søren Kragh Andersen  | Mats Wenzel               | Marc Hirschi                 | UAE Emirates           |
| Classements finals | Classements finals         | Marc Hirschi         | Søren Kragh Andersen  | Mats Wenzel               | Marc Hirschi                 | UAE Emirates           |